# Acerocnema lobanovi
Acerocnema lobanovi är en tvåvingeart som beskrevs av Ozerov 2006. Acerocnema lobanovi ingår i släktet Acerocnema och familjen kolvflugor. Inga underarter finns listade i Catalogue of Life.